# Гаршин, Владимир Георгиевич
Влади́мир Гео́ргиевич Га́ршин (7 (19) декабря 1887 — 20 апреля 1956, Ленинград) — русский и советский врач-патологоанатом, действительный член Академии медицинских наук СССР (с 1945). Брат М. Г. Гаршина.

## Биография
Родился 7 (19) декабря 1887 года.
В 1913 году окончил медицинский факультет Киевского университета Св. Владимира; был оставлен при кафедре патологической анатомии.
С 1938 по 1952 год был профессором 1-го Ленинградского медицинского института. В то же время (с 1939 по 1950 год) заведовал отделом патологической анатомии в Институте экспериментальной медицины.
Исследовал гиперпластические изменения эпителиальных тканей, их биологические потенции в преломлении к малигнизации. Во время блокады Ленинграда работал в 1-м Ленинградском медицинском институте и Институте экспериментальной медицины. Внёс также большой вклад в изучение патологии голодания и раневого процесса. Жил в квартире № 459 в Толстовском доме во время блокады, будучи главным патологоанатомом Ленинграда.
С 1939 года он ухаживал за Анной Ахматовой, намеревался жениться на ней. Ахматова первоначально посвятила ему («Городу и другу») вторую часть и эпилог «Поэмы без героя». Однако в 1944 году, сразу после возвращения Ахматовой из эвакуации, последовал разрыв, после которого Ахматова отзывалась о Гаршине как о психически больном. По её словам, Гаршин сослался на то, что к нему во сне явилась умершая в блокаду жена, и завещала никогда не вводить Ахматову в их дом . В том же 1944 году Гаршин женился на коллеге по работе, Капитолине Григорьевне Волковой.
Умер после тяжёлой продолжительной болезни 20 апреля 1956 года. Похоронен на Серафимовском кладбище (уч. 16).
В. Г. Гаршин был коллекционером, имел собрание орденов и монет, среди которых был редчайший константиновский рубль без гуртовой надписи.

## Награды
В. Г. Гаршин был награждён орденом «Знак Почёта» и медалями.

## Избранные публикации
- Воспаление и аллергия, в кн.: Аллергия, Сб. работ по аллергии, Киев. 1938
- Воспалительные разрастания эпителия, их биологическое значение и отношение к проблеме рака, М.—Л., 1939
- Патологическая анатомия алиментарной дистрофии у взрослых, в кн.: Алиментарная дистрофия в блокированном Ленинграде, Л., 1947
- Морфология заживления ран, М., 1951 (совм. с H. H. Аничковым и К. Г. Волковой)